# Marielle de Sarnez
Marielle de Sarnez (* 27. března 1951 Paříž - 13. ledna 2021 Paříž) byla francouzská politička. Od roku 1999 byla poslankyní Evropského parlamentu, kde působila ve funkci místopředsedkyně Aliance liberálů a demokratů pro Evropu, výkonné místopředsedkyně Unie pro francouzskou demokracii a jako generální sekretářka Evropské demokratické strany.

## Kariéra
Do politiky vstoupila v roce 1974, kdy podporovala prezidentskou kandidaturu Valéry Giscard d'Estainga. Patřila k lidem, kteří zakládali v roce 1978 centristickou Unii pro francouzskou demokracii.
V průběhu 70. a 80. let 20. století spolupracovala s Jeanem Lecanuetem, Simone Veilová a Raymondem Barrem, v roce 1989 byla jmenována generální sekretářkou Unie pro francouzskou demokracii. V letech 1993-1997 pracovala jako poradkyně, posléze také jako ředitelka kabinetu Françoise Bayroua na ministerstvu školství. Byla první ženou v této pozici, která neabsolvovala elitní politickou École nationale d´administration. Od roku 1997 do roku 1998 byla generální sekretářkou parlamentní skupiny Unie pro francouzskou demokracii. V roce 1999 byla zvolena evropskou poslankyní na kandidátce Françoise Bayroua. V roce 2004 vedla kandidátku Unie pro francouzskou demokracii v okrsku Île-de-France, kde získala 12,63 % hlasů. Patřila k zakládajícím členům Evropské demokratické strany.
Zemřela na leukemii 13. ledna 2021 v nemocnici Hôpital de la Salpêtrière v Paříži.